# Швеглик, Алоиз
Алоиз Швеглик (чеш. Alois Švehlík, 30 июля 1939[…], Пардубице[…] — 2 апреля 2025[…], Прага) — чешский актёр и театральный педагог.

## Жизнь и карьера
Швеглик родился в 1939 году в Пардубице, тогда входившем в состав Протектората Богемии и Моравии. Вместе со своим старшим братом Ярославом он с ранних лет начал заниматься театром. В 1958 году он окончил технический колледж в Хрудиме и после прохождения обязательной военной службы некоторое время работал на фабрике, где и познакомился со своей будущей женой. Однако театр постоянно притягивал его, и Швеглик пытался поступить в DAMU, но безуспешно. Вместо этого он присоединился к Среднечешскому театру в Кладно, а затем выступал в Мосте, Оломоуце и Либерце.
С середины 1970-х годов Швеглик начал появляться в кино и на телевидении, в том числе в фильмах «Соколово» (1974), «Молодой человек и Моби Дик» (1979) и «Запретные мечты» (1986). Известность к нему пришла в 1990-е годы, когда он появился во многих постановках, включая «Чёрные бароны» (1992).
Помимо актёрской деятельности, Швеглик принимал участие в озвучивании различных зарубежных постановок, озвучивая на чешском языке такие работы, как «Профессионалы», «Шиманский», «Человек со звезды», «Назад в будущее 2», «Война Роузов» и «Лучше не бывает», завоевав за это несколько наград.
С 2004 года Швеглик преподавал драму в DAMU. Он был членом Национального театра в Праге.

## Личная жизнь
В 1967 году Алоис Швеглик женился на экономисте Флорентине Швегликовой (урождённой Штепановой). У них трое детей, включая сына Давида, который также является актёром. Швеглик вместе со своим сыном принимал участие в различных постановках театра, телевидения и кино, а также занимался дубляжом и озвучиванием.